# وجهات الخطوط الجوية الجزائرية

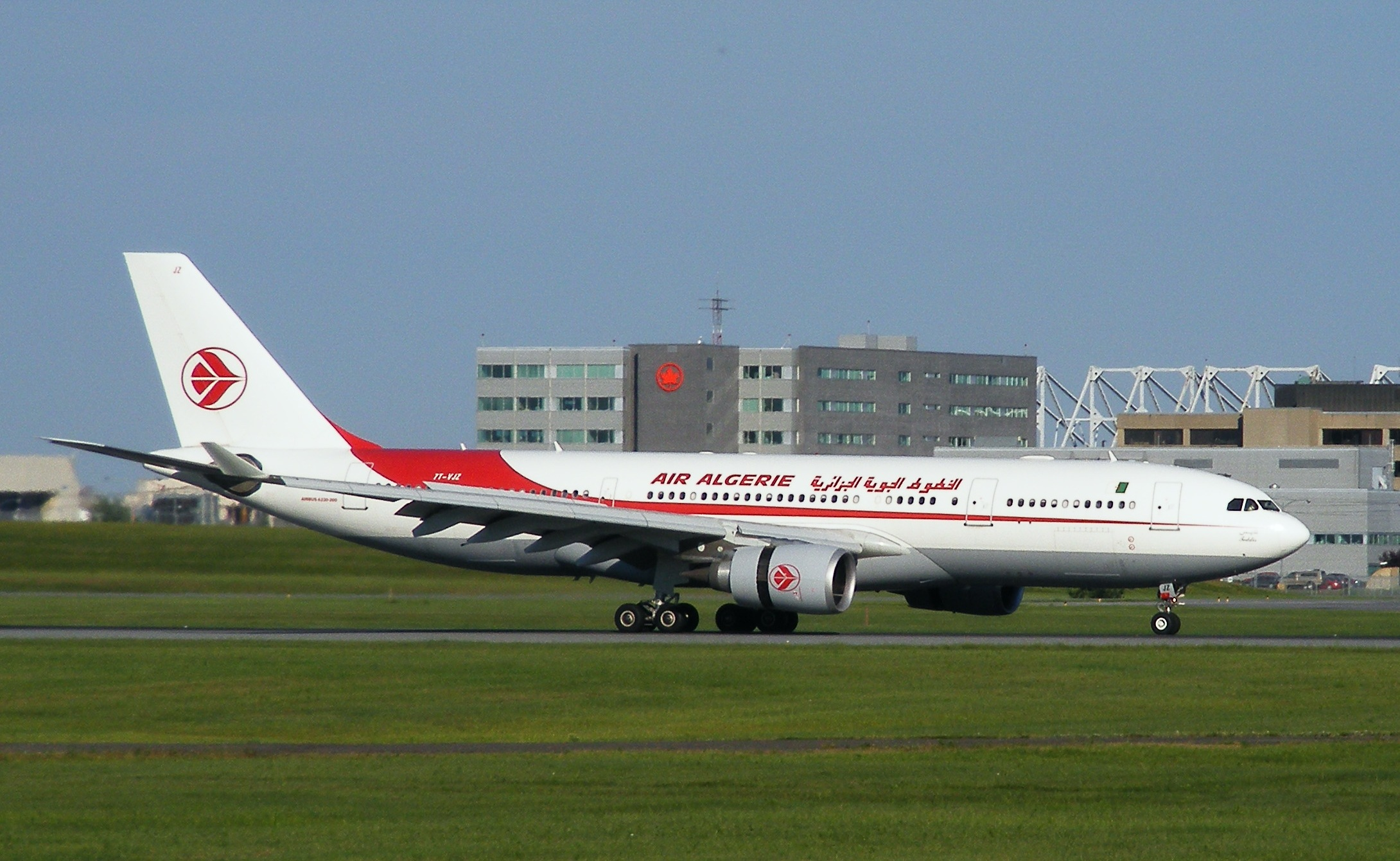
طائرة الخطوط الجوية الجزائرية إيرباص أي 330 في مطار مونتريال الدولي

وجهات الخطوط الجوية الجزائرية القائمة تتضمن الدولة والمدينة وأكواد الإياتا والإيكاو، واسم المطار، والمطار المركزي والقائمة تتضمن أيضا بداية ونهاية الخدمة،

## الوجهات
الخطوط الجوية الجزائرية تخدم 40 وجهة تشمل 28 دولة في أوروبا و شمال أمريكا و أسيا و الشرق الأوسط كما أنها تخدم 32 وجهة محلية.
|  | المركز            |
|  | مدينة رئيسية      |
|  | المسافرين + الشحن |
|  | الشحن             |
|  | المستقبل          |
|  | مطارات منتهية     |